# Josef Reichert (General)
Josef Reichert (* 13. Dezember 1891 in Burgfeld, heute Ortsteil von Laufen (Salzach); † 13. Mai 1970 in Gauting) war ein deutscher Generalleutnant im Zweiten Weltkrieg und Kommandeur der 711. Infanterie-Division. In dieser Eigenschaft wurde ihm am 9. Dezember 1944 das Ritterkreuz des Eisernen Kreuzes verliehen.
Josef Reichert, Sohn des königlichen Grenzoberaufsehers Friedrich Reichert und seiner Frau Maria, machte 1910 Abitur am Wilhelmsgymnasium München und trat im selben Jahr als Fahnenjunker in die bayerische Armee ein. 1912 wurde er zum Leutnant befördert, diente nach dem Ersten Weltkrieg im Reichsheer und wurde 1935 als Oberstleutnant in die Wehrmacht übernommen; 1937 Oberst, 1941 Generalmajor und 1943 Generalleutnant. Nach dem Zweiten Weltkrieg lebte er in Gauting.